# Графем-Вотер
Графем-Вотер (англ. Grafham Water) — водосховище в Англії, в графстві Кембриджшир. Довжина берегової лінії водосховища — близько 16 км (10 миль), максимальна глибина — 21 м (69 футів), площа — 6,27 км2 (1550 акрів). Воно є четвертим за ємкістю та третім за площею водосховищем в Англії. Водойма з прилеглою територією з 1986 року має статус біологічного об'єкта особливого наукового інтересу (SSSI), площа якого становить 806,3 га (1992 акра). Територія площею 114 га (280 акрів) у західній частині є природним заповідником, яким керує Фонд дикої природи в графствах Бедфордшир, Кембриджшир і Нортгемптоншир.

## Будівництво та експлуатація
Водосховище було створено шляхом спорудження в 1965 році земляної й бетонної греблі, збудованої компанією «W. & C. French». Вода очищується на водоочисній станції компанії «Anglian Water» і постачається споживачам по трубах як питна.
Воду отримують шляхом відкачування води з річки Грейт-Уз. На водосховищі споруджені дві насосні станції. Одна розташована відразу за греблею, інша — в Оффорд-Клуні, біля річки Грейт-Уз. Під час потенційно високої загрози повені очисні споруди можуть збільшити кількість води, що споживається, до максимальної потужності, щоб зменшити ризик повені вздовж річки.

## Природоохоронне значення

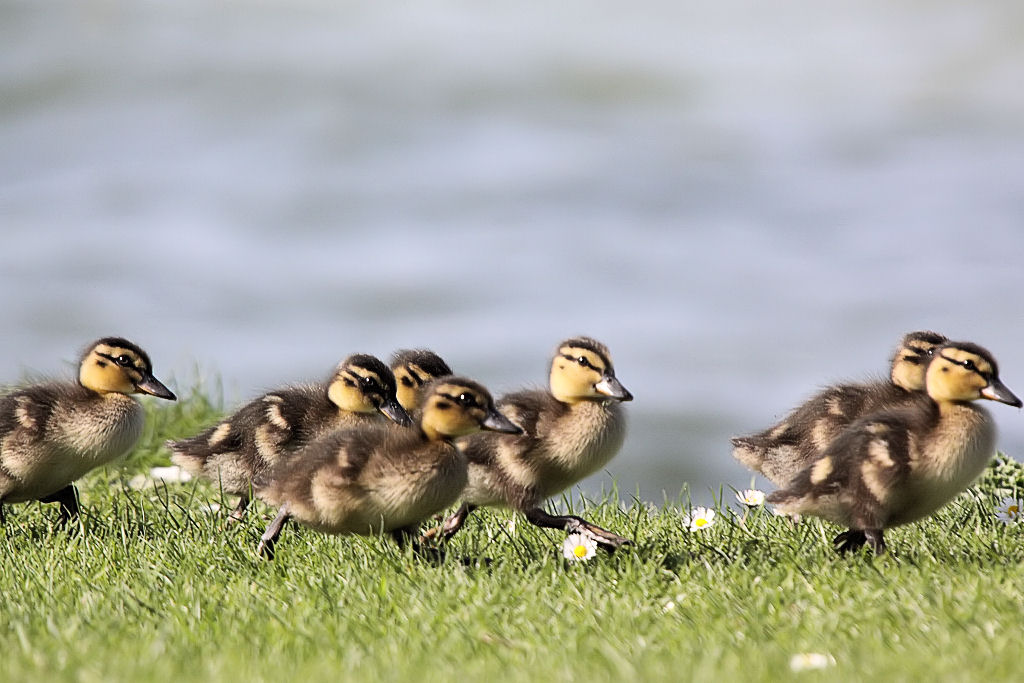
Каченята на березі (квітень 2009)

Водойма була швидко колонізована дикою природою, й на західному боці водосховища був створений заповідник, у якому є напівприродні стародавні (принаймні 400 років) ліси, нові плантаційні лісові насадження, луки, водно-болотні угіддя та відкриті водойми. У водоймі є національно важливі популяції зимуючих норця великого, черні чубатої, лиски звичайної, а також линяючих лебедів-шипунів наприкінці літа. Також є популяція гребінчастого тритона.
Станом на січень 2011 року це було єдине місце в Англії та перше у Великій Британії, де мешкають інвазивні «креветки-вбивці» (Dikerogammarus villosus).

## Рекреаційне значення
Графем-Вотер є популярним місцем серед любителів активного відпочинку, зокрема вітрильного спорту, риболовлі нахлистом, їзди на велосипеді.

## Галерея

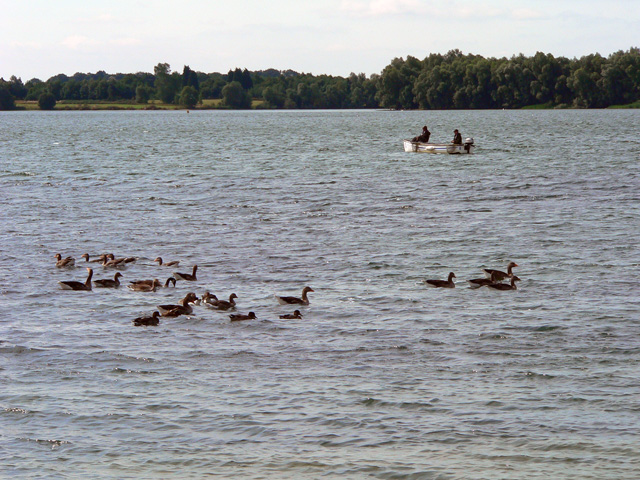
Рибалки й водоплавні птахи на Графем-Вотер (серпень 2009)
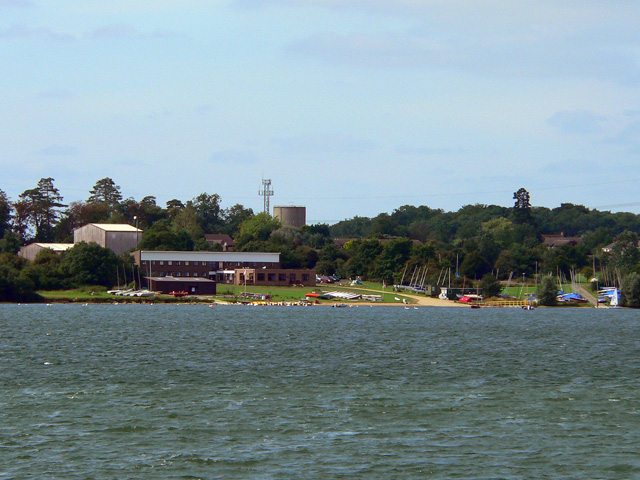
Центр водних видів спорту (серпень 2009)
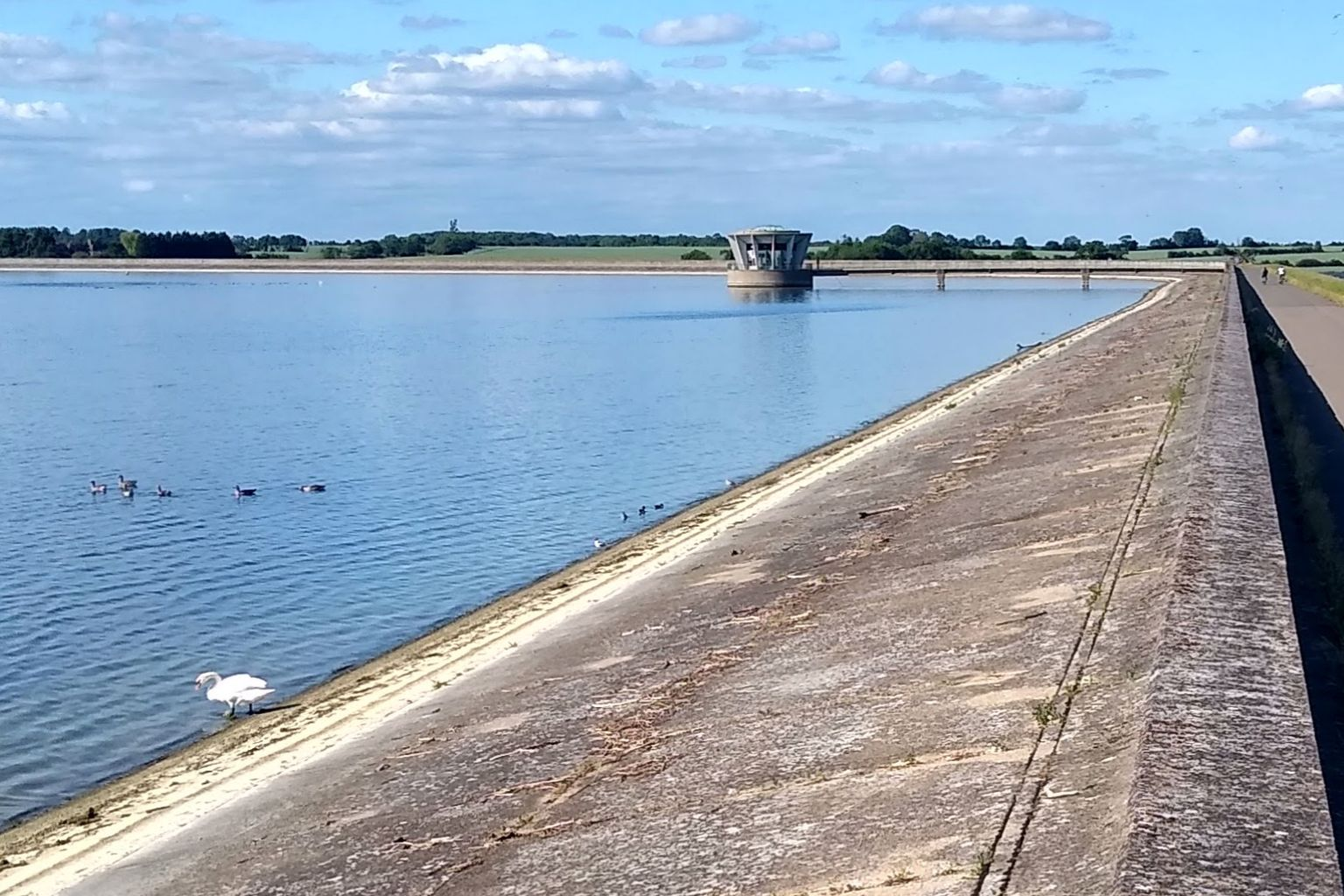
Гребля й башта водоскиду (червень 2021)